# 阿緱神社
阿緱神社為台灣日治時期屏東市的神社，創立於大正八年（1919年），主祀北白川宮能久親王，並於大正十五年（1926年）12月4日昇格為縣社。戰後，該神社先被改為忠烈祠，後拆除並建立屏東縣立田徑場。

## 介紹
阿緱廳在1909年10月合併蕃薯藔廳和恆春廳後，成為地方的行政中心，在當時即有討論過在阿緱街設立神社，但因設立及維護費用等因素，神社建立一事於是推遲，直到1917年11月3日，由神社總代：石丸長城（曾任屏東街長）、今村伊那吉（曾任屏東街長）、喜多島二虎、松下三郎、白石喜代治、永石熊吉、畑江德太郎、高須時太郎、瀧川一誠、蘇雲英、藍高川、鍾晉郎二等12人提出建立阿緱神社，並預計設立在阿緱公園北側。阿緱神社的設立由阿緱廳下的官民捐獻約76,000圓做為建設費用，並於1918年7月動工，於1919年8月完工，同年11月舉行鎮座式，每年10月25日為例祭日。阿緱神社的建築包含本殿、祝詞舍、拜殿、祭器庫、社務所、手水舍。1926年12月4日，阿緱神社升格為縣社，與高雄神社為高雄州社格最高的唯二兩所縣社。
1928年10月17日，里港庄長藍高全向阿緱神社捐獻一對石獅子。1933年2月17日，阿緱神社舉行遷座祭，將神體遷到臨時社殿，以進行神社修繕，並在同年6月9日完工。屏東市在1939年4月實施町名改正，阿緱神社附近被劃為大宮町，此町名即來自阿緱神社。

## 社司
- 高橋齡市：1929年至1945年

## 其他
阿緱神社位在屏東公園水池的神橋遺構，在2003年被登錄為屏東市歷史建築。